# Riccardi (famiglia)
I Riccardi sono stati una famiglia nobile fiorentina di origine tedesca.

## Storia
La famiglia, il cui cognome originario doveva essere Rickhardt o simile, era originaria di Colonia e si stabilì a Firenze intorno al XIV secolo con un certo Anichino, di professione sarto.
Divenuti banchieri, crebbero gradualmente ma costantemente nell'ombra per tutto il secolo XV e metà del XVI. Nel 1586 arrivarono ad acquistare il palazzo di Bianca Cappello e nel 1598 poterono permettersi anche il palazzo di Valfonda, già dei Bartolini Salimbeni, che ristrutturarono facendone uno dei più magnifici della città, soprattutto nei giardini. Francesco e Riccardo Riccardi furono ambasciatori e senatori al tempo di Francesco I de' Medici. Poco prima della partenza di Maria de' Medici per la Francia si tennero memorabili festeggiamenti in suo onore nel giardino di Valfonda.
Al tempo del granduca Ferdinando II de' Medici resero importanti servigi, per questo il granduca li coronò marchesi nel 1629, concedendogli il territorio di Chianni (comprendente anche il territorio di Montevaso) e quello di Rivalto, che elevò a marchesato. Lo stesso Ferdinando II, nel 1659, concesse loro di acquistare il vetusto palazzo familiare, poiché ormai la famiglia granducale viveva nel ben più ampio palazzo Pitti. La cifra pattuita fu di 40 000 scudi e subito dopo l'acquisto i marchesi avviarono un ampio programma di rinnovo, raddoppiando il palazzo verso nord e chiamando a decorarlo – tra gli altri – Luca Giordano, che realizzò un'Apoteosi della famiglia Medici, benefattrice dei Riccardi, un enorme affresco considerato uno dei suoi capolavori e una delle opere più significative realizzate a Firenze nel Seicento. Da allora il palazzo cambiò nome e tuttora è chiamato "palazzo Medici Riccardi". In quegli anni Gabriello Riccardi, che aveva acquistato il palazzo, fu anche ambasciatore, e Cosimo Riccardi fu stratega e generale al servizio della Spagna.

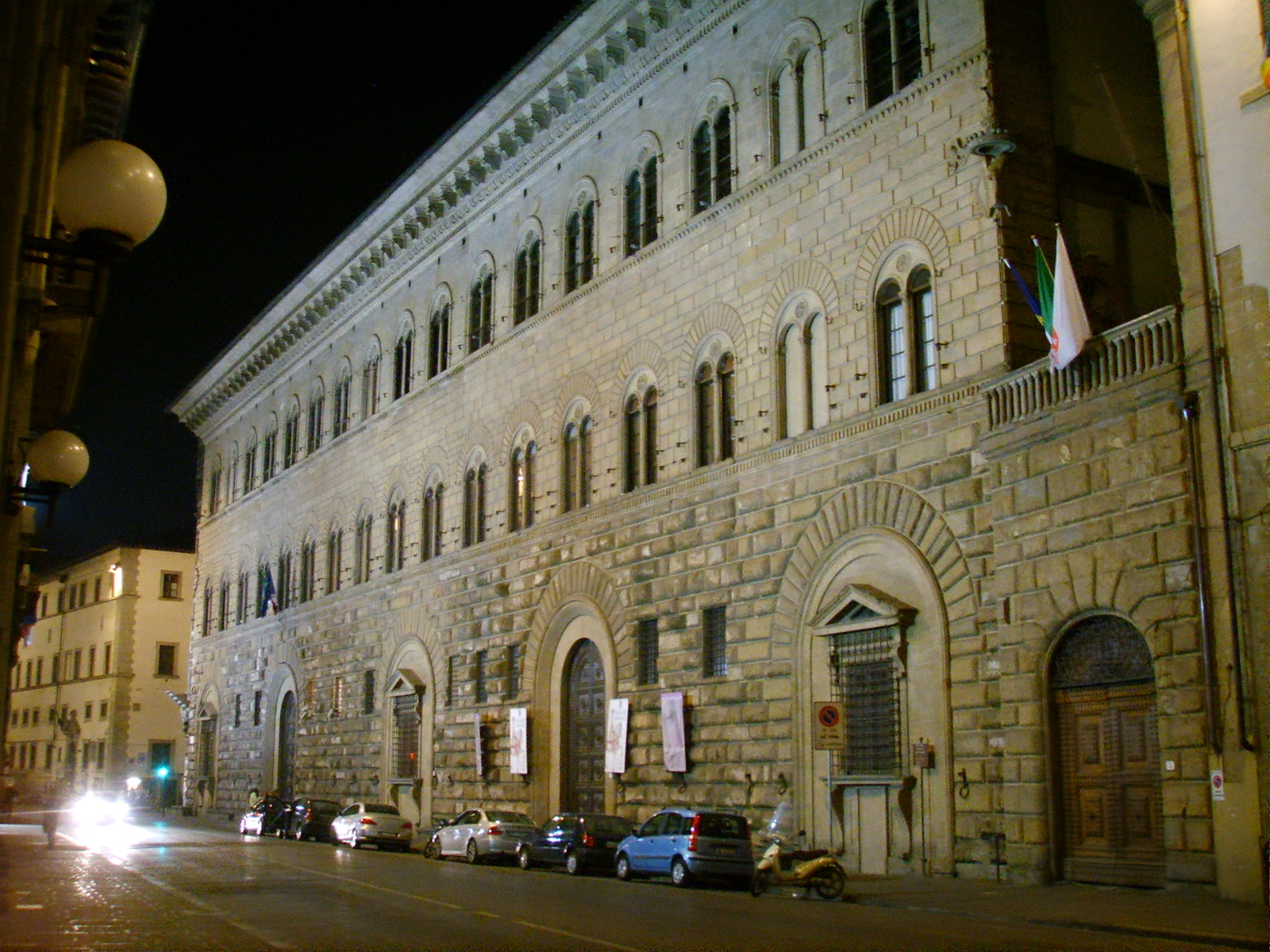
Il palazzo Medici Riccardi

Riccardo Romolo Riccardi aveva fondato agli inizi del Seicento la ricchissima Biblioteca Riccardiana quando ancora la famiglia risiedeva al palazzo di Valfonda. Trasferita poi al palazzo Medici, dove ancora si trova, e conservata pressoché intatta, rappresenta ancora un perfetto esempio di biblioteca nobiliare, con alcuni esempi di eccezionale pregio. Inoltre la famiglia Riccardi possedeva ricchissime raccolte di arte antica, che i Riccardi avevano in parte acquistato dai Medici stessi. Tra i pezzi più pregiati la Testa di cavallo Riccardi, oggi al Museo archeologico nazionale di Firenze.
Mantenendo un tenore di vita altissimo, nonostante i tempi andassero rapidamente cambiando, i Riccardi subirono un tracollo economico all'inizio del XIX secolo: dopo quasi due secoli, nel 1810, i discendenti della famiglia furono costretti a vendere il costoso palazzo ai Lorena, divenuti nel frattempo granduchi dal 1737.
La casata si estinse definitivamente nel 1847, col suicidio dell'ultimo discendente maschio: il cognome e il titolo marchionale passarono ai Mannelli Galilei.